# Dubbo
Dubbo – miasto w Nowej Południowej Walii w Australii, położone nad rzeką Macquarie. Ma około 39 tys. mieszkańców.
Nazwa pochodzi z języka aborygeńskiego, w różnych dialektach może znaczyć „czerwona ziemia”, „mglisto” lub „nakrycie głowy”
Dubbo oficjalnie powstało jako wieś w 1849 roku. W 1872 roku zostało siedzibą gminy (municipality), prawa miejskie otrzymało w 1966.
W mieście rozwinął się przemysł spożywczy, odzieżowy, stoczniowy, poligraficzny, drzewny oraz materiałów budowlanych.  Największym zakładem w Dubbo jest Fletcher International eksportujący owce.